# Pleasant Hill (Califórnia)
Pleasant Hill é uma cidade localizada no estado americano da Califórnia, no condado de Contra Costa. Foi incorporada em 14 de novembro de 1961.

## Geografia
De acordo com o United States Census Bureau, a cidade tem uma área de 18,3 km², onde todos os 18,3 km² estão cobertos por terra.

## Demografia
Segundo o censo nacional de 2010, a sua população é de 33 152 habitantes e sua densidade populacional é de 1 810,48 hab/km². Possui 14 321 residências, que resulta em uma densidade de 782,09 residências/km².

## Marco histórico
Pleasant Hill possui apenas uma entrada no Registro Nacional de Lugares Históricos, a Patrick Rodgers Farm.